# إم تي 9
إم تي 9 (بالإنجليزية: MT9)‏ هو تنسيق ملف صوتي رقمي طُوِّرَ بواسطة معهد كوريا لأبحاث الإلكترونيات والاتصالات (إتري).
يتيح إم تي 9 للمستمعين ضبط مستوى الصوت لكل قناة، مثل الجيتار والطبل والباس والأصوات الصوتية، وكذلك كتم أو تضخيم أجزاء الموسيقى التي يفضلونها. من المرجح أن يستخدم هذا الميزة أيضًا من قبل الفنانين، الذين يستطيعون بسهولة إنشاء نسخ معدلة من الأغاني القائمة، مما يمكن أن يؤدي إلى صراعات حول حقوق الملكية الفكرية.
ويقال إن تنسيق إم تي 9 تم عرضه على مجموعة الخبراء في إم بي إي جي خلال اجتماعهم الرابع والثمانين في آرشامب، فرنسا، في أبريل 2008، وتم التصويت عليه كمرشح لمعيار دولي جديد للصوت الرقمي، ومن المقرر بحثه بشكل أكثر تفصيلاً خلال اجتماع MPEG الخامس والثمانين في هانوفر، ألمانيا، في يوليو 2008.[بحاجة لمصدر]
ومع ذلك، فإن بيانات الصحف عن الاجتماعين لم تذكر ذلك.